# Fever (album, Kylie Minogue)
Fever je osmi studijski album avstralske pevke Kylie Minogue, ki je izšel ob koncu leta 2001 v Evropi in Avstraliji ter spomladi leta 2002 v Severni Ameriki v distribuciji založb Parlophone in Capitol Records. Kylie Minogue je na albumu pričela delati leta 2001 in ob delu je sodelovala s slavnimi producenti, kot so Cathy Dennis, Rob Davis in Tom Nichols, njena glasba pa je postala »privlačnejša« in »bolj odrasla« oblika plesne glasbe. Album je s strani glasbenih kritikov ob izidu prejel v glavnem pozitivne ocene; pohvalili so predvsem uporabo elementov plesne in elektronske glasbe ter ga označili za bolj odraslega, kot je bil album Light Years. Ob izidu je album zasedel prvo mesto na avstralski, avstrijski, nemški, irski in britanski glasbeni lestvici. Poleg tega je zasedel eno izmed prvih petindvajsetih mest na glasbenih lestvicah v drugih državah, vključno z ameriško lestvico, kjer je album zasedel tretje mesto.
Prvi singl z albuma, »Can't Get You Out of My Head«, je zasedel prvo mesto na petnajstih lestvicah, v Združenih državah Amerike pa je na lestvici Billboard Hot 100 zasedel sedmo mesto in za uspešno prodajo tam prejel platinasto certifikacijo. Pesem do danes ostaja najuspešnejši singl Kylie Minogue. Naslednja pesem, »In Your Eyes«, je zasedla prvo mesto na avstralski in tretje na britanski lestvici. Naslednji singl, »Love at First Sight«, je zasedel triindvajseto mesto na ameriški, drugo na britanski in eno izmed prvih štirideset mest na vseh drugih lestvicah, na katere se je uvrstil. Zadnji singl z albuma, »Come into My World«, je zasedel četrto mesto na avstralski, osmo na britanski in enaindevetdeseto na ameriški lestvici.
Kylie Minogue je album promovirala z mnogimi nastopi v živo; v sklopu promocije albuma je priredila tudi svojo najdražjo turnejo do danes, turnejo KylieFever2002. V Združenih državah Amerike je album za 1,1 milijonov prodanih izvodov prejel platinasto certifikacijo s strani organizacije Recording Industry Association of America. Za svoje delo pri albumu Fever, natančneje za pesem »Come Into My World« je bila Kylie Minogue nominirana tudi za grammyja v kategoriji za »najboljše plesno delo«. Do danes naj bi album Fever po svetu prodal več kot 8 milijonov izvodov.

## Ozadje
Po podatkih Milesa Leonarda, vodje založbe Parlophone Records, so na albumu pričeli delati leta 1999, ko je Kylie Minogue prvič izrazila zanimanje za to, da se ponovno uveljavi kot pop pevka. Takrat so ustvarili nekaj pesmi, a večino so jih izdali na albumu Light Years, s katerim se je Kylie Minogue ponovno prikupila svoji bazi oboževalcev, a šele z albumom Fever je predstavila glasbo, s katero se je ponovno pričela uveljaviti kot glasbenica. Za ameriško izdajo albuma je dve pesmi (»Time Bomb« in »I'll Try Anyhing Once«) napisal svetovno znan pevec Michael Jackson. Kakorkoli že, nobena od teh pesmi ni zares izšla.
Obstajajo tri različne naslovnice albuma. Originalna različica prikazuje Kylie Minogue, oblečeno v belo obleko in z mikrofonom v rokah. Ta različica je izšla v Avstraliji, Kanadi, Aziji, Evropi in Latinski Ameriki. Ko je album izšel v Združenih državah Amerike in ponovno še v nekaterih azijskih državah, so ga izdali pod naslovnico, podobni naslovnici za singl »In Your Eyes«. Album s takšno naslovnico so izdali tudi v Kanadi. Naslovnica za izdajo albuma z dodatnimi pesmimi je bila podobna kot izvirnik, samo da je Kylie Minogue na njej namesto bele nosila modro obleko.

## Sestava
Pesem »More More More«, prva pesem z albuma, predstavi »nežne vokale« Kylie Minogue ob spremljavi »zabavnega« zvoka z zmernim plesnim ritmom, ki se nadaljuje tudi s preostalimi pesmimi. Druga, v »stilu dueta Modjo« napisana pesem, »Love at First Sight«, je izšla kot tretji singl z albuma in nadaljuje z za Kylie Minogue značilnim disko ritmom. Prvi singl z albuma, »Can't Get You Out of My Head«, ima nekoliko počasnejši ritem, kot druge pesmi z albuma. Pesem »Fever« sestavlja zelo seksualno besedilo in produkcija, ki so jo primerjali s produkcijo pesmi iz osemdesetih, Kylie Minogue pa je s pesmijo ustvarila bolj odraslo podobo. Pesem so večkrat primerjali s pesmijo »Red Alert« glasbene skupine Basement Jaxx. Naslednja pesem z albuma, »Give It to Me«, nadaljuje s seksualnim besedilom in privlačnim zvokom, kritiki pa so jo označili za »najbolj umazano pesem z albuma«. Pesem »Fragile« nadaljuje s hitrejšim tempom in kritiki so napisali, da ima zvok »očarljivo atmosfero«, a vseeno naj bi bila »nejasna«.
Četrti singl z albuma, »Come into My World«, je disko pesem, katere zvok so večkrat primerjali z deli Eumirja Deodata. Besedilo pesmi govori o hrepenenju po ljubezni in poslušalca prosi, naj »[v roke vzame] te roke, ki so bile ustvarjene zato, da se te dotikajo in te čutijo ('these hands that were made to touch and feel you')«. Drugi singl z albuma je pesem »In Your Eyes«, še ena klubska uspešnica z elementi disko glasbe, katere besedilo je ponovno bolj seksualno. Tudi naslednja pesem, »Dancefloor«, je klubska pesem, ki so jo primerjali z deli Reala McCoyja in Lise Stansfield . Tudi s pesmijo »Love Affair« se nadaljuje hitrejši ritem, ki prevladuje na celem albumu, besedilo, ki naj bi bilo seksualno, pa so kritiki velikokrat opisali kot »plitko in mehanično«. Pesem »Your Love« se razlikuje od ostalih pesmi z albuma, saj je počasnejšega ritma z večjim poudarkom na vokalih in akustiki. Zadnja pesem z albuma, pesem »Burning Up«, ponovno vključuje elemente disko glasbe, besedilo pesmi pa ponovno govori o noči, ki jo je Kylie Minogue preživela zunaj.

## Sprejem kritikov
Spletna stran Allmusic je albumu ob izidu podelila štiri zvezdice in pol od petih, torej pozitivno oceno in Kylie Minogue zaradi refrenov pesmi označila za »naslednjo Madonno«. Tudi novinarka revije BBC, Jacqueline Hodges, je albumu dodelila pozitivno oceno, saj naj bi z albumom »uspešno vsaj nekoliko zapustila svoj izvirni pop in se uveljavila v bolj drzni plesni glasbi in Kylie je našla pravo formulo, s katero lahko zadovolji tako 'mulce' kot njihove očete.« Revija NME je albumu dodelila sedem od desetih točk: »Kylie svojim naslednjikom še naprej kaže, kako se stvarem streže: okusno, slogovno izpopolnjeno in s čim manj oblekami.« Album je novinar, ki je napisal članek, označil za »zelo dobrega« in ga primerjal z deli glasbene skupine Daft Punk. Jason Thompson iz revije Popmatters je napisal, da je album še eno »dobro delo« Kylie Minogue in napisal, da album ni »nič drugega kot popoln album s čudovito plesno glasbo.« Napisal je, da je album »seksi« in »zabaven«, Kylie Minogue pa »ve, kako se lahko izrazi preko čustvenega osvajanja in melodij, ki se jim ni mogoče upreti.« Novinar britanske spletne strani Yahoo Music je album primerjal z njegovim predhodnikom, Light Years in napisal, da je novi album v primerjavi z albumom Light Years bolj »privlačno plesno usmerjen« in ga označil za njen najboljši album.
Oktobra 2010 je bil album vključen v knjigo 100 najboljših avstralskih albumov (100 Best Australian Albums).

## Dosežki na lestvicah
Album Fever je na avstralski glasbeni lestvici debitiral na prvem mestu, s čimer je postal drugi glasbeni album Kylie Minogue, ki je zasedel prvo mesto te lestvice. Na lestvici je ostal štiriinsedemdeset tednov, od tega jih je pet preživel na vrhu lestvice, s čimer je postal njen tamkaj najuspešnejši album. S strani organizacije Australian Recording Industry Association (ARIA) je nazadnje za uspešno prodajo albuma v Avstraliji prejel sedemkratno platinasto certifikacijo. Album Fever je debitiral na tretjem mestu novozelandske lestvice. Tam je nazadnje prodal več kot 7.500 izvodov in prejel zlato certifikacijo že v prvem tednu od izida. Tretje mesto je tudi najvišji položaj, ki ga je ta album zasedel na tej lestvice, kjer je ostal še štiriinštirideset tednov in nazadnje prejel dvakratno platinasto certifikacijo.
Tudi drugod je album požel veliko uspeha. Debitiral je na prvem mestu britanske glasbene lestvice in tam ostal dva tedna, na sami lestvici pa je ostal sedemdeset tednov. Za več kot 1,9 milijonov prodanih izvodov v državi je album prejel petkratno platinasto certifikacijo. Album je zasedel tudi tretje mesto na lestvici Billboard 200. Postal je najuspešnejši album Kylie Minogue v Združenih državah Amerike in nazadnje za uspešno prodajo v tej državi prejel platinasto certifikacijo. Album je po svetu do danes prodal več kot osem milijonov izvodov in je s tem najbolje prodajan album Kylie Minogue do današnjega dne.
Leta 2008 so oznanili, da je album prvi album ustvarjalca, ki ni Rus, ki je prejel diamantno certifikacijo za uspešno prodajo v Rusiji. Album je bil leta 2002 nagrajen z nagrado BRIT Award v kategoriji za »najboljši mednarodni album«. Postal je njen najbolje prodajani album v Združenih državah Amerike, Avstraliji, Kanadi, Rusiji in po svetu nasploh.

## Singli
Septembra 2001 so v Evropi in Avstraliji kot glavni singl z albuma izdali pesem »Can't Get You Out of My Head«. Pesem je debitirala na prvem mestu avstralske, irske in britanske lestvice. Prvo mesto je zasedla tudi na štiridesetih drugih lestvicah in sedmo mesto na lestvici Billboard Hot 100. S tem je singl postal njen prvi singl po letu 1988 oziroma po singlu »The Loco-Motion«, ki je zasedel eno izmed prvih desetih mest na tej lestvici. Zasedel je tudi prvo mesto na ameriški lestvici največjih plesnih uspešnic. Do danes ta pesem ostaja njen najuspešnejši singl in pesem, po kateri je najbolje prepoznavna. Kasneje so oznanili, da bodo kot drugi singl z albuma izdali pesem »In Your Eyes«. Pesem je kot singl izšla februarja 2002. Zasedla je prvo mesto na avstralski, madžarski in romunski, tretje mesto na britanski, šesto na irski in enajsto na kanadski lestvici. Čeprav je singl ob izidu požel veliko uspeha, ga nazadnje niso izdali tudi v Združenih državah Amerike.
Kot tretji singl z albuma so junija 2002 izdali pesem »Love at First Sight«. Pesem je zasedla drugo mesto na britanski in tretje na avstralski lestvici. Kot B-stran tega singla so izdali remix »Can't Get Blue Monday Out of My Head«. Pesem je bila leta 2003 nominirana za grammyja v kategoriji za »najboljše plesno delo«. Poleg tega je zasedla triindvajseto mesto na lestvici Billboard Hot 100 in sedmo mesto na irski lestvici. Kylie Minogue je že leta 1988 izdala pesem z naslovom »Love at First Sight«, in sicer preko svojega debitanstkega albuma, Kylie. Kakorkoli že, kljub temu, da sta naslova enaka, sta to dve povsem različni pesmi. Kot zadnji singl z albuma so novembra 2002 izdali pesem »Come into My World«. Singl je zasedel četrto mesto na avstralski, osmo na britanski, enajsto na irski, dvajseto na novozelandski in enaindevetdeseto na ameriški glasbeni lestvici. Poleg tega je pesem leta 2004 prejela grammyja v kategoriji za »najboljše plesno delo«. To je prvi grammy, ki ga je prejela Kylie Minogue v svoji karieri.

## Promocija
Kylie Minogue je aprila 2002 pričela s šestmesečno turnejo KylieFever2002. Turneja, v sklopu katere je obiskala tri celine, se je pričela 22. aprila 2002 v Cardiffu, Wales, nato pa je v sklopu le-te obiskala še Združeno kraljestvo, druge države srednje Evrope, Avstralijo in jo nazadnje zaključila 16. avgusta 2002 v Milanu, Italija . V sklopu turneje so priredili devetinštirideset koncertov. S turnejo je Kylie Minogue zaslužila veliko več kot s svojimi prejšnjimi turnejami in ostaja njena najuspešnejša turneja do danes. V turnejo so vključili tri ekrane in dva odra, vključevala pa je sedem različnih aktov. Oblačila za turnejo sta oblikovala slavna italijanska modna oblikovalca Dolce & Gabbana, koreografijo pa je sestavil Rafael Bonachela.

## Seznam pesmi
| Št. | Naslov                         | Pisec                                                                           | Producent(i)        | Dolžina |
| --- | ------------------------------ | ------------------------------------------------------------------------------- | ------------------- | ------- |
| 1.  | „More More More‟               | Tommy D, Liz Winstanley                                                         | D                   | 4:40    |
| 2.  | „Love at First Sight‟          | Kylie Minogue, Richard Stannard, Julian Gallagher, Ash Howes, Martin Harrington | Stannard, Gallagher | 3:57    |
| 3.  | „Can't Get You Out of My Head‟ | Cathy Dennis, Rob Davis                                                         | Dennis, Davis       | 3:49    |
| 4.  | „Fever‟                        | Greg Fitzgerald, Tom Nichols                                                    | Fitzgerald          | 3:30    |
| 5.  | „Give It to Me‟                | Minogue, Mark Picchiotti, Steve Anderson                                        | Picchiotti          | 2:48    |
| 6.  | „Fragile‟                      | Davis                                                                           | Davis               | 3:44    |
| 7.  | „Come into My World‟           | Dennis, Davis                                                                   | Dennis, Davis       | 4:30    |
| 8.  | „In Your Eyes‟                 | Minogue, Stannard, Gallagher, Howes                                             | Stannard, Gallagher | 3:18    |
| 9.  | „Dancefloor‟                   | Anderson, Dennis                                                                | Anderson            | 3:23    |
| 10. | „Love Affair‟                  | Minogue, Stannard, Gallagher                                                    | Stannard, Gallagher | 3:47    |
| 11. | „Your Love‟                    | Minogue, Pascal Gabriel, Paul Statham                                           | Gabriel, Statham    | 3:47    |
| 12. | „Burning Up‟                   | Fitzgerald, Nichols                                                             | Fitzgerald, Nichols | 3:59    |

- Kasneje so različico pesmi »Come Into My World« z albuma zamenjali s singlom. Slednji traja 4:06.

| Avstralska izdaja z dodatnimi pesmimi | Avstralska izdaja z dodatnimi pesmimi | Avstralska izdaja z dodatnimi pesmimi | Avstralska izdaja z dodatnimi pesmimi | Avstralska izdaja z dodatnimi pesmimi |
| Št.                                   | Naslov                                | Pisec                                 | Producent(i)                          | Dolžina                               |
| ------------------------------------- | ------------------------------------- | ------------------------------------- | ------------------------------------- | ------------------------------------- |
| 13.                                   | „Tightrope‟                           | Minogue, Gabriel, Statham             | Gabriel, Statham                      | 4:27                                  |

| Japonska izdaja z dodatnimi pesmimi | Japonska izdaja z dodatnimi pesmimi | Japonska izdaja z dodatnimi pesmimi       | Japonska izdaja z dodatnimi pesmimi | Japonska izdaja z dodatnimi pesmimi |
| Št.                                 | Naslov                              | Pisec                                     | Producent(i)                        | Dolžina                             |
| ----------------------------------- | ----------------------------------- | ----------------------------------------- | ----------------------------------- | ----------------------------------- |
| 12.                                 | „Good Like That‟                    | Joe Belmaati, Mich Hansen, Kara DioGuardi | Cutfather, Belmaati, DioGuardi      | 3:33                                |
| 13.                                 | „Baby‟                              | Winstanley, Bottolf Lodemal, Lars Aass    | Winstanley, Lodemal, Aass           | 3:49                                |

| Ameriška izdaja z dodatnimi pesmimi | Ameriška izdaja z dodatnimi pesmimi | Ameriška izdaja z dodatnimi pesmimi | Ameriška izdaja z dodatnimi pesmimi | Ameriška izdaja z dodatnimi pesmimi |
| Št.                                 | Naslov                              | Pisec                               | Producent(i)                        | Dolžina                             |
| ----------------------------------- | ----------------------------------- | ----------------------------------- | ----------------------------------- | ----------------------------------- |
| 13.                                 | „Boy‟                               | Minogue, Stannard, Gallagher        | Stannard, Gallagher                 | 3:47                                |
| 14.                                 | „Butterfly‟                         | Minogue, Anderson                   | Picchiotti                          | 4:09                                |

### Posebna izdaja z dodatnim CD-jem
1. »Can't Get Blue Monday Out of My Head«
2. »Love at First Sight« (vokalna različica)
3. »Can't Get You Out of My Head« (razširjeni remix)
4. »In Your Eyes« (remix Rogerja Sancheza)
5. »Love at First Sight« (ameriški radijski remix Ruffa & Jama)
6. »Come Into My World« (Fischerspoonerjev remix)
7. »Whenever You Feel Like It« (Minogue, Billy Steinberg, Rick Nowels)

Posebna japonska izdaja
1. »Tightrope«
2. »Can't Get You Out of My Head« (K&M-jev remix)
3. »In Your Eyes« (remix Jeana Jacquesa)

Sekcija z videospoti
1. »Can't Get You Out of My Head«
2. »In Your Eyes«
3. »Love at First Sight«
4. »Come Into My World«

### Dodatni azijski AVCD
1. »Can't Get You Out of My Head« (videospot)
2. »In Your Eyes« (videospot)
3. »Spinning Around« (videospot)
4. »On a Night Like This« (videospot)
5. »Can't Get You Out of My Head« (K&M-jev remix)
6. »In Your Eyes« (remix Jeana Jacquesa)
7. »Spinning Around«
8. »Boy«
9. »Rendezvous at Sunset«

- Opomba #1: Založba je na ovitku navedla, da refren pesmi »Whenever You Feel Like It«, vključene na album, tišji od refernov drugih pesmi, kar ni res. Nekatere azijske izdaje so kljub temu navedle prave podatke.
- Opomba #2: Na brazilski izdaji albuma je prišlo do napake. »Dodatni CD« je pravzaprav popolnoma identičen navadni izdaji albuma; drugi CD vključuje dodatne remixe.

## Ostali ustvarjalci
| - Kylie Minogue – glavni vokali, spremljevalni vokali - Rob Davis – kitara, sintetizator, programiranje tolkal, producent, mešanje, inženir - Greg Fitzgerald – kitara, sintetizator, producent, programiranje - Martin Harrington – kitara, sintetizator, programiranje, inženir - Richard Stannard – kitara, spremljevalni vokali, producent - Steve Anderson – sintetizator, urejanje, producent, programiranje - Cathy Dennis – sintetizator, spremljevalni vokali, producent, mešanje - Julian Gallagher – sintetizator, producent - Ash Howes – sintetizator, programiranje, mešanje, inženir - Steve Lewinson – bas kitara - John Thirkell – flute, trumpet - Gavyn Wright – strings - Billie Godfrey – spremljevalni vokali - Tommy D – producent, mešanje - Pascal Gabriel – producent, mešanje | - Tom Nichols – producent - Mark Picchiotti – producent, mešanje - Paul Statham – producent - Anders Kallmark – programiranje, inženir - Phil Larsen – programiranje, mešanje, inženir - Bruce Elliot Smith – programiranje, mešanje - Alvin Sweeney – programiranje, inženir - Adrian Bushby – mešanje - Tom Carlisle – mešanje - Tom Elmhirst – mešanje - Tim Orford – mešanje - Paul Wright – mešanje, inženir - Wendy Dougan – modno oblikovanje - William Baker – stilist - Vincent Peters – fotografija |

## Dosežki in certifikacije
| Lestvica (2001/2002)                    | Dosežek |
| --------------------------------------- | ------- |
| Avstralija (ARIA)                       | 1       |
| Avstrija (Ö3 Austria Top 40)            | 1       |
| Belgija (Flandrija; Ultratop 50)        | 14      |
| Belgija (Valonija; Ultratop 40)         | 12      |
| Kanada (Canadian Hot 100)               | 10      |
| Danska (IFPI - Danska)                  | 4       |
| Nizozemska (MegaCharts)                 | 7       |
| Evropa (European Hot 100)               | 1       |
| Finska (Mitä hittiä)                    | 20      |
| Francija (SNEP)                         | 21      |
| Nemčija (Media Control Charts)          | 1       |
| Grčija (IFPI - Grčija)                  | 2       |
| Madžarska (Mahasz)                      | 8       |
| Irska (IRMA)                            | 1       |
| Italija (FIMI)                          | 6       |
| Japonska (Oricon)                       | 17      |
| Nova Zelandija (RIANZ)                  | 3       |
| Norveška (VG-lista)                     | 4       |
| Poljska (Polish Music Charts)           | 12      |
| Švedska (Sverigetopplistan)             | 10      |
| Švica (Schweizer Hitparade)             | 3       |
| Združeno kraljestvo (UK Albums Chart)   | 1       |
| Združene države Amerike (Billboard 200) | 3       |

| Lestvica (2001)                         | Dosežek |
| --------------------------------------- | ------- |
| Avstralija                              | 5       |
| Avstrija                                | 24      |
| Švedska                                 | 92      |
| Švica                                   | 18      |
| Velika Britanija                        | 10      |
| Lestvica (2002)                         | Dosežek |
| Avstralija                              | 4       |
| Belgija (Flandrija)                     | 67      |
| Belgija (Valonija)                      | 64      |
| Francija                                | 55      |
| Nova Zelandija                          | 30      |
| Velika Britanija (UK Albums Chart)      | 15      |
| Združene države Amerike (Billboard 200) | 82      |
| Po svetu                                | 30      |
| Lestvica (2003)                         | Dosežek |
| Avstralija (ARIA)                       | 57      |

| Lestvica (2000–09) | Dosežek |
| ------------------ | ------- |
| Avstralija         | 13      |

| Regija                  | Certifikacija |
| ----------------------- | ------------- |
| Argentina               | Zlata         |
| Avstralija              | 7× platinasta |
| Avstrija                | Platinasta    |
| Belgija                 | Zlata         |
| Kanada                  | 2× platinasta |
| Danska                  | Zlata         |
| Francija                | Platinasta    |
| Nemčija                 | Platinasta    |
| Grčija                  | Zlata         |
| Madžarska               | Platinasta    |
| Nizozemska              | Zlata         |
| Nova Zelandija          | 2× platinasta |
| Poljska                 | Zlata         |
| Rusija                  | Diamantna     |
| Švedska                 | Platinasta    |
| Švica                   | 2× platinasta |
| Združeno kraljestvo     | 5× platinasta |
| Združene države Amerike | Platinasta    |
| Evropa                  | 3× platinasta |

### Ostali dosežki
| Predhodnik: No Angel od Dida                                             | Prvo mesto na britanski glasbeni lestvici 7. oktober 2001 – 14. oktober 2001                                                                  | Naslednik: Gold: Greatest Hits od Steps                                                     |
| Predhodnik: Waiting for This Madness to End... od Aslan                  | Prvo mesto na irski glasbeni lestvici 11. oktober 2001                                                                                        | Naslednik: Gold: Greatest Hits od Steps                                                     |
| Predhodnik: Beautiful Garbage od Garbage Invincible od Michaela Jacksona | Prvo mesto na avstralski glasbeni lestvici 15. oktober 2001 – 29. oktober 2001 (prvi krog) 12. november 2001 – 19. november 2001 (drugi krog) | Naslednik: Invincible od Michaela Jacksona Bob the Builder: The Album od Boba the Builderja |
| Predhodnik: A Day Without Rain od Enye A Day Without Rain od Enye        | Prvo mesto na avstrijski glasbeni lestvici 19. oktober 2001 (prvi krog) 2. november 2001 (drugi krog)                                         | Naslednik: A Day Without Rain od Enye Lenny od Lennyja Kravitza                             |
| Predhodnik: A Day Without Rain od Enye A Day Without Rain od Enye        | Prvo mesto na nemški glasbeni lestvici 19. oktober 2001 (prvi krog) 2. november 2001 (drugi krog)                                             | Naslednik: A Day Without Rain by Enya Invincible od Michaela Jacksona                       |
| Predhodnik: Collection od Tracy Chapman                                  | Prvo mesto na evropski glasbeni lestvici 27. oktober 2001 – 10. november 2001                                                                 | Naslednik: Invincible od Michaela Jacksona                                                  |